# Анатоли (Кожани)
Анатоли (грч. Ανατολή) је насељено место у општини Кожани у периферији Западна Македонија, Грчка. Према попису из 2021. године било је 27 становника.
Према бугарском географу и историчару, Василу Канчову, у Анатолију је 1900. године живело 162 Турака. Године 1923. турско становништво је принудно исељено у Турску а на њихово место су насељене грчке избегличке 
породице, којих је на попису из 1928. године било 142. Село се раније звало Кучук Текелер.